# Абу-Залуф
Абу-Залуф (араб. أبو ظلوف‎) — небольшой город в Катаре, на территории муниципалитета Эш-Шамаль.

## Географическое положение
Город находится в северной части Катара, в пустынной местности, на берегу Персидского залива, к юго-западу от мыса Ракан. Абсолютная высота — 0 метров над уровнем моря.
Абу-Залуф расположен на расстоянии приблизительно 86 километров к северо-северо-западу от Дохи, столицы страны.

## Население
По данным официальной переписи, численность населения города в 2015 году составляла 1660 человек. Средняя плотность населения — 3,9 чел./км².

## Транспорт
Ближайший аэропорт — Международный аэропорт Бахрейн.